# Gymnastique artistique aux Jeux olympiques d'été de 2020 - anneaux hommes
Pour un article plus général, voir Gymnastique artistique aux Jeux olympiques d'été de 2020.
Navigation
Rio de Janeiro 2016 Paris 2024
La finale des anneaux de gymnastique artistique des Jeux olympiques d'été de 2020 organisés à Tokyo (Japon), se déroule au Centre de gymnastique d'Ariake le 2 août 2021.

## Format
Les 8 meilleurs gymnastes sont qualifiés pour la finale. Les compteurs sont remis à zéro pour la finale, qui ne prend pas en compte les notes des qualifications.
Il ne peut y avoir que deux gymnastes par délégation, le moins bien classé d'entre eux ne serait pas qualifié et le prochain gymnaste le mieux classé serait qualifié à sa place.
Au cas où un gymnaste ne pourrait se présenter à la finale, trois remplaçants sont prévus lors des qualifications.

## Qualifications
Les qualifications ont lieu le 24 juillet 2021.
| Rang | Nom                       | Pays                       | Note D | Note E | Pénalité | Total  | Qualification |
| ---- | ------------------------- | -------------------------- | ------ | ------ | -------- | ------ | ------------- |
| 1    | Elefthérios Petroúnias    | Grèce                      | 6.300  | 9.033  |          | 15.333 | Q             |
| 2    | Liu Yang                  | Chine                      | 6.400  | 8.900  |          | 15.300 | Q             |
| 3    | Samir Aït Saïd            | France                     | 6.300  | 8.766  |          | 15.066 | Q             |
| 4    | İbrahim Çolak             | Turquie                    | 6.200  | 8.733  |          | 14.933 | Q             |
| 5    | Arthur Zanetti            | Brésil                     | 6.200  | 8.700  |          | 14.900 | Q             |
| 6    | Adem Asil                 | Turquie                    | 6.200  | 8.600  |          | 14.800 | Q             |
| 7    | Denis Ablyazin            | Comité olympique de Russie | 6.300  | 8.500  |          | 14.800 | Q             |
| 8    | You Hao                   | Chine                      | 6.500  | 8.300  |          | 14.800 | Q             |
| 9    | Marco Lodadio             | Italie                     | 6.400  | 8.233  |          | 14.633 | R1            |
| 10   | Artur Dalaloyan           | Comité olympique de Russie | 6.000  | 8.500  |          | 14.500 | R2            |
| 11   | Ihor Radivilov            | Ukraine                    | 6.000  | 8.466  |          | 14.466 | R3            |
| 12   | Joe Fraser                | Grande-Bretagne            | 5.800  | 8.600  |          | 14.400 | NQ            |
| 13   | Ahmet Önder               | Turquie                    | 6.000  | 8.366  |          | 14.366 | NQ            |
| 14   | Kazuma Kaya               | Japon                      | 6.100  | 8.266  |          | 14.366 | NQ            |
| 15   | Caio Souza                | Brésil                     | 6.000  | 8.333  |          | 14.333 | NQ            |
| 15   | Nikita Nagornyy           | Comité olympique de Russie | 6.000  | 8.333  |          | 14.333 | NQ            |
| 17   | Wataru Tanigawa           | Japon                      | 6.000  | 8.300  |          | 14.300 | NQ            |
| 18   | Sun Wei                   | Chine                      | 5.900  | 8.333  |          | 14.233 | NQ            |
| 19   | Brody Malone              | États-Unis                 | 5.600  | 8.600  |          | 14.200 | NQ            |
| 20   | Ivan Tikhonov             | Azerbaïdjan                | 5.900  | 8.300  |          | 14.200 | NQ            |
| 21   | Xiao Ruoteng              | Chine                      | 6.000  | 8.200  |          | 14.200 | NQ            |
| 22   | Yul Moldauer              | États-Unis                 | 5.800  | 8.233  |          | 14.033 | NQ            |
| 23   | David Belyavskiy          | Comité olympique de Russie | 5.700  | 8.300  |          | 14.000 | NQ            |
| 24   | Carlos Yulo               | Philippines                | 5.800  | 8.200  |          | 14.000 | NQ            |
| 25   | Sam Mikulak               | États-Unis                 | 5.300  | 8.566  |          | 13.866 | NQ            |
| 26   | Shane Wiskus              | États-Unis                 | 5.500  | 8.366  |          | 13.866 | NQ            |
| 27   | Daiki Hashimoto           | Japon                      | 5.600  | 8.266  |          | 13.866 | NQ            |
| 28   | Tang Chia-hung            | Taipei chinois             | 5.500  | 8.333  |          | 13.833 | NQ            |
| 29   | Christian Baumann         | Suisse                     | 5.500  | 8.266  |          | 13.766 | NQ            |
| 30   | James Hall                | Grande-Bretagne            | 5.600  | 8.133  |          | 13.733 | NQ            |
| 31   | Andreas Toba              | Allemagne                  | 5.800  | 7.933  |          | 13.733 | NQ            |
| 32   | Lee Junho                 | Corée du Sud               | 5.000  | 8.700  |          | 13.700 | NQ            |
| 33   | Rene Cournoyer            | Canada                     | 5.500  | 8.166  |          | 13.666 | NQ            |
| 34   | Aleksandr Kartsev         | Comité olympique de Russie | 5.200  | 8.433  |          | 13.633 | NQ            |
| 35   | Nils Dunkel               | Allemagne                  | 5.500  | 8.100  |          | 13.600 | NQ            |
| 35   | Kim Han-sol               | Corée du Sud               | 5.500  | 8.100  |          | 13.600 | NQ            |
| 37   | Lukas Dauser              | Allemagne                  | 5.300  | 8.233  |          | 13.533 | NQ            |
| 38   | Eddy Yusof                | Suisse                     | 5.500  | 8.033  |          | 13.533 | NQ            |
| 39   | Pablo Brägger             | Suisse                     | 4.600  | 8.866  |          | 13.466 | NQ            |
| 40   | Petro Pakhnyuk            | Ukraine                    | 5.200  | 8.266  |          | 13.466 | NQ            |
| 41   | Lin Chaopan               | Chine                      | 5.200  | 8.266  |          | 13.466 | NQ            |
| 42   | Giarnni Regini-Moran      | Grande-Bretagne            | 4.600  | 8.766  |          | 13.366 | NQ            |
| 43   | Daniel Corral             | Mexique                    | 5.100  | 8.266  |          | 13.366 | NQ            |
| 44   | Takeru Kitazono           | Japon                      | 4.500  | 8.833  |          | 13.333 | NQ            |
| 45   | Ludovico Edalli           | Italie                     | 4.800  | 8.533  |          | 13.333 | NQ            |
| 46   | Benjamin Gischard         | Suisse                     | 5.300  | 8.033  |          | 13.333 | NQ            |
| 47   | Philipp Herder            | Allemagne                  | 5.600  | 7.733  |          | 13.333 | NQ            |
| 48   | Robert Tvorogal           | Lituanie                   | 4.500  | 8.800  |          | 13.300 | NQ            |
| 49   | Milad Karimi              | Kazakhstan                 | 4.800  | 8.500  |          | 13.300 | NQ            |
| 50   | Joel Plata                | Espagne                    | 5.000  | 8.300  |          | 13.300 | NQ            |
| 51   | Yevhen Yudenkov           | Ukraine                    | 5.700  | 7.566  |          | 13.266 | NQ            |
| 52   | Sofus Heggemsnes          | Norvège                    | 4.600  | 8.633  |          | 13.233 | NQ            |
| 53   | Francisco Barretto Júnior | Brésil                     | 4.300  | 8.900  |          | 13.200 | NQ            |
| 54   | Ryu Sunghyun              | Corée du Sud               | 5.000  | 8.166  |          | 13.166 | NQ            |
| 55   | Diogo Soares              | Brésil                     | 4.600  | 8.533  |          | 13.100 | NQ            |
| 56   | Loris Frasca              | France                     | 4.900  | 8.200  |          | 13.100 | NQ            |
| 57   | Lee Chih-kai              | Taipei chinois             | 5.400  | 7.633  |          | 13.033 | NQ            |
| 58   | Thierno Diallo            | Espagne                    | 4.900  | 8.100  |          | 13.000 | NQ            |
| 59   | Shiao Yu-Jan              | Taipei chinois             | 4.300  | 8.533  |          | 12.833 | NQ            |
| 60   | Illia Kovtun              | Ukraine                    | 4.600  | 8.233  |          | 12.833 | NQ            |
| 61   | Mários Georgíou           | Chypre                     | 5.000  | 7.766  |          | 12.766 | NQ            |
| 62   | Rasuljon Abdurakhimov     | Ouzbékistan                | 4.400  | 8.333  |          | 12.733 | NQ            |
| 63   | Hung Yuan-Hsi             | Taipei chinois             | 4.700  | 7.933  |          | 12.633 | NQ            |
| 64   | Mikhail Koudinov          | Nouvelle-Zélande           | 4.600  | 8.000  |          | 12.600 | NQ            |
| 65   | David Jessen              | République tchèque         | 4.100  | 8.466  |          | 12.566 | NQ            |
| 66   | Omar Mohamed              | Égypte                     | 5.200  | 7.300  |          | 12.500 | NQ            |
| 67   | Nicolau Mir               | Espagne                    | 4.700  | 7.700  |          | 12.400 | NQ            |
| 68   | David Huddleston          | Bulgarie                   | 4.600  | 7.600  |          | 12.200 | NQ            |
| 69   | Néstor Abad               | Espagne                    | 5.400  | 6.566  |          | 11.966 | NQ            |
| 70   | Uche Eke                  | Nigeria                    | 3.900  | 8.000  |          | 11.900 | NQ            |
| 71   | David Rumbutis            | Suède                      | 4.700  | 6.500  |          | 11.200 | NQ            |
| 72   | Loo Phay Xing             | Malaisie                   | 4.100  | 7.600  | -4.000   | 7.700  | NQ            |
|      | Arthur Mariano            | Brésil                     |        |        |          |        | DNS           |
|      | Vladislav Poliashov       | Comité olympique de Russie |        |        |          |        | DNS           |
|      | Zou Jingyuan              | Chine                      |        |        |          |        | DNS           |

| Légende :                                          | Légende :                                                    | Légende :                  |
| -------------------------------------------------- | ------------------------------------------------------------ | -------------------------- |
| - Q = Qualifié - DNS (Did Not Start) = Non partant | - NQ = Non Qualifié - DNF (Did Not Finish) = N'a pas terminé | - R1, R2, R3 = Remplaçants |

## Finale
| Rang               | Nom                    | Pays                       | Note D | Note E | Pénalité | Total  |
| ------------------ | ---------------------- | -------------------------- | ------ | ------ | -------- | ------ |
| Médaille d'or      | Liu Yang               | Chine                      | 6.500  | 9.000  |          | 15.500 |
| Médaille d'argent  | You Hao                | Chine                      | 6.600  | 8.700  |          | 15.300 |
| Médaille de bronze | Elefthérios Petroúnias | Grèce                      | 6.300  | 8.900  |          | 15.200 |
| 4                  | Samir Aït Saïd         | France                     | 6.300  | 8.600  |          | 14.900 |
| 5                  | İbrahim Çolak          | Turquie                    | 6.200  | 8.666  |          | 14.866 |
| 6                  | Denis Ablyazin         | Comité olympique de Russie | 6.300  | 8.533  |          | 14.833 |
| 7                  | Adem Asil              | Turquie                    | 6.200  | 8.400  |          | 14.600 |
| 8                  | Arthur Zanetti         | Brésil                     | 6.500  | 7.633  |          | 14.133 |